# Moorefield Station (Virginia)
Moorefield Station è un census-designated place (CDP) degli Stati Uniti d'America, situato nello stato della Virginia, nella contea di Loudoun. Secondo il censimento del 2010 gli abitanti di Moorefield Station ammontavano a 77.